# Tali, Estland
Tali är en by i Estland.   Den ligger i Saarde kommun i landskapet Pärnumaa, i den sydvästra delen av landet, 150 km söder om huvudstaden Tallinn. Tali ligger 54 meter över havet och antalet invånare är 345.

## Geografi
Terrängen runt Tali är mycket platt. Runt Tali är det mycket glesbefolkat, med 4 invånare per kvadratkilometer. Närmaste större samhälle är staden Kilingi-Nõmme, 14,4 km nordost om Tali. I omgivningarna runt Tali växer i huvudsak blandskog.